# 액티니딘
액티니딘(Actinidain)은 키위에 다량으로 함유되어 있는 단백질 분해효소이다.
단백질의 분해와 흡수를 돕는 물질로, 위와 장을 편하게 하며 소화에 도움을 준다.